# Kalenik, Loveci
Kalenik (în bulgară Каленик) este un sat în comuna Ugărcin, regiunea Loveci,  Bulgaria. 

## Demografie
Componența etnică a satului Kalenik
     Turci (15,47%)
     Bulgari (45,23%)
     Nicio identificare (39,28%)
     Altele (0%)
La recensământul din 2011, populația satului Kalenik era de 168 locuitori. Nu există o etnie majoritară, locuitorii fiind bulgari (45,23%) și turci (15,47%). Pentru 39,28% din locuitori nu este cunoscută apartenența etnică.